# Zofia Kossak

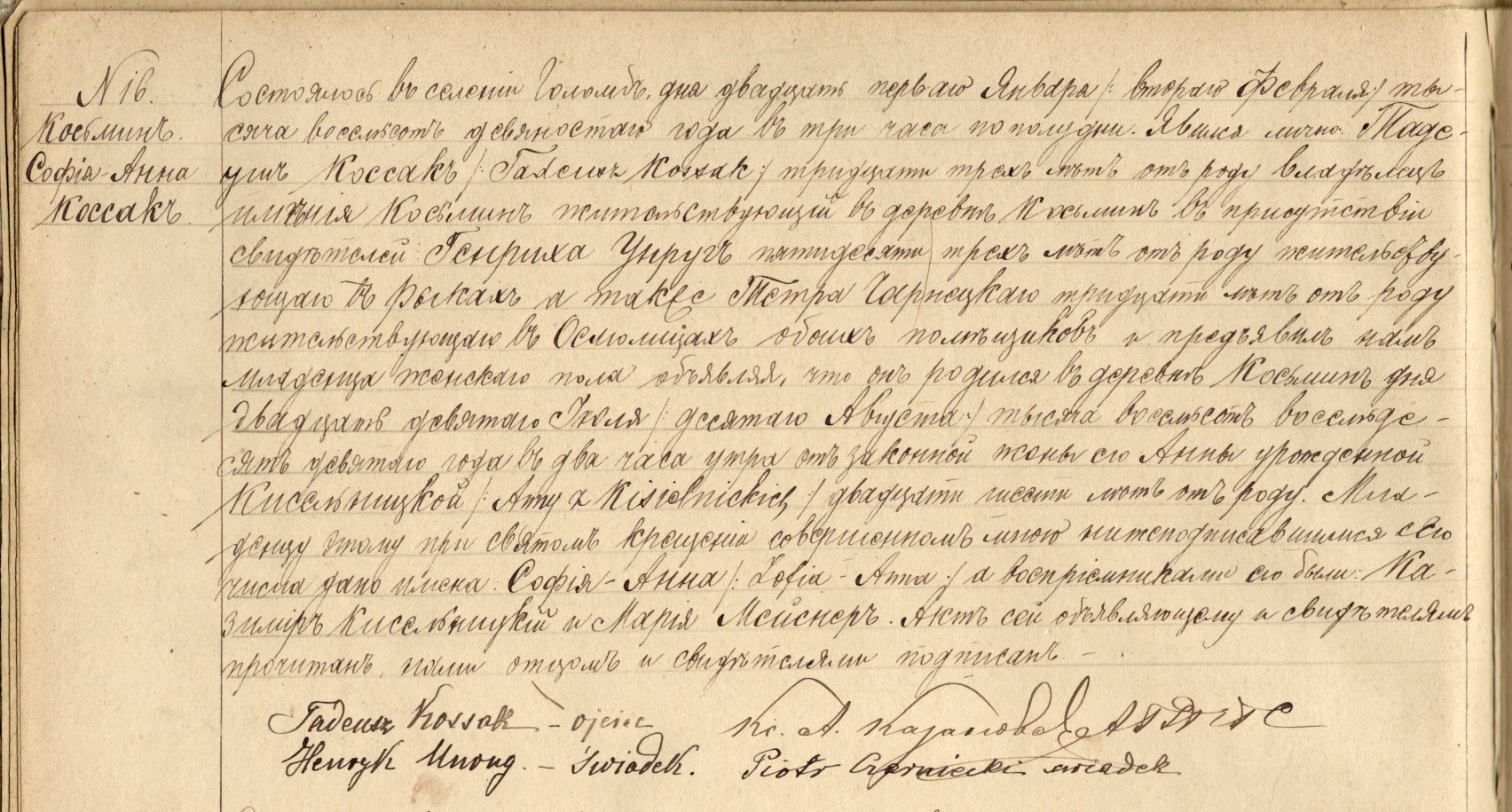
Akt urodzenia Zofii Kossak 1890)

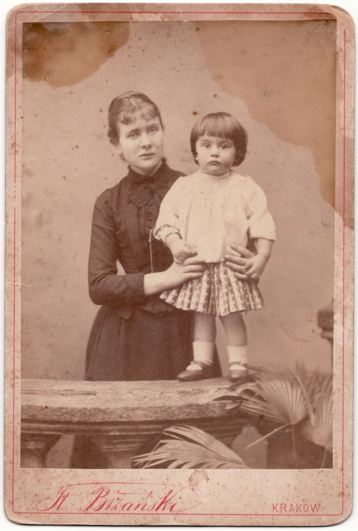
Zofia Kossak z matką Anną Kisielnicką-Kossak (1892)

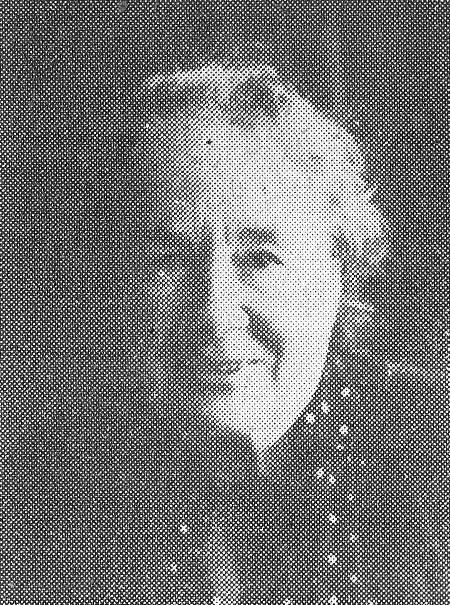
Pisarka ok. 1961

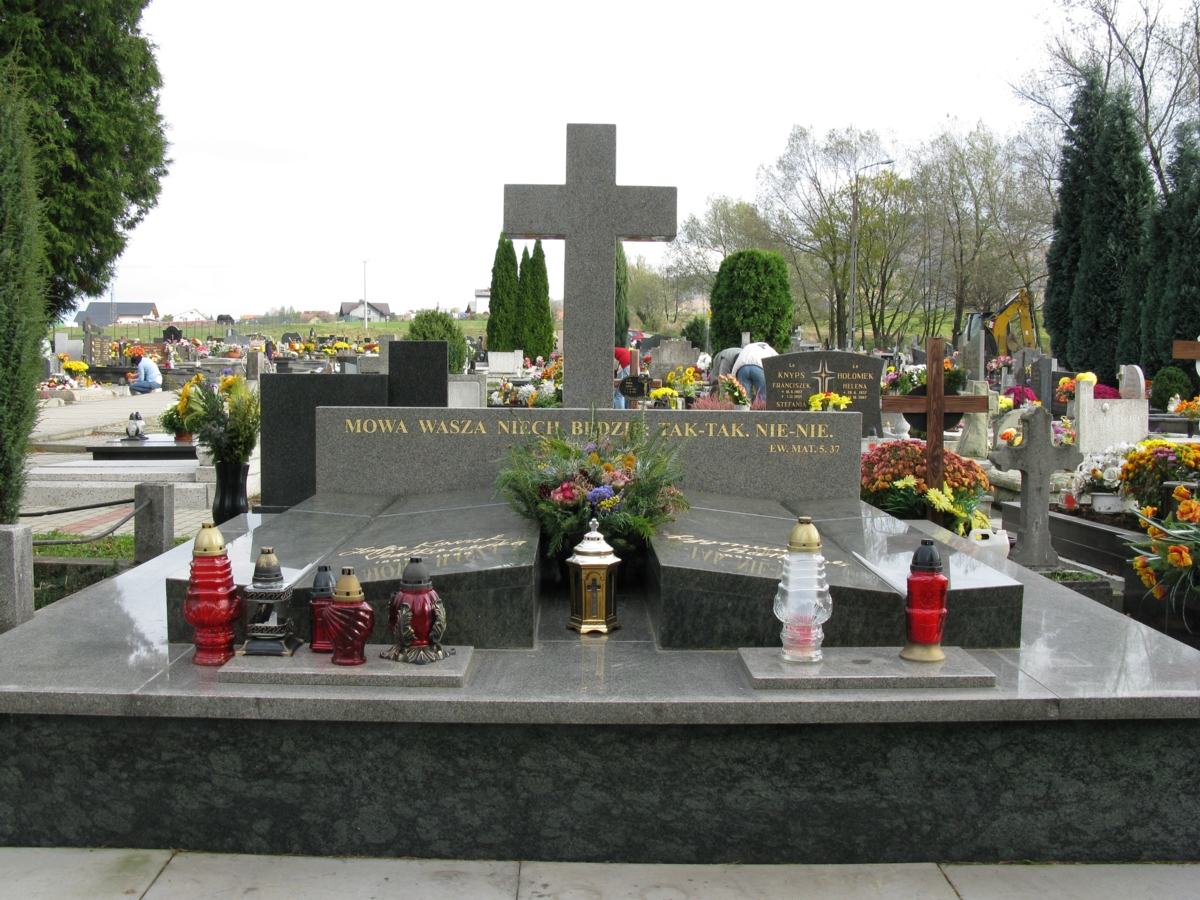
Grób Zofii Kossak-Szczuckiej na cmentarzu w Górkach Wielkich

Zofia Kossak, później Zofia Kossak-Szczucka, później Zofia Kossak-Szatkowska, de domo Kossak, primo voto Szczucka, secundo voto Szatkowska (ur. 10 sierpnia 1889 w Kośminie, zm. 9 kwietnia 1968 w Bielsku-Białej) – polska powieściopisarka, współzałożycielka dwóch tajnych organizacji w okupowanej Polsce: Frontu Odrodzenia Polski oraz Rady Pomocy Żydom Żegota. Odznaczona pośmiertnie medalem Sprawiedliwych wśród Narodów Świata (1982) i Orderem Orła Białego (2018).

## Życiorys

### Okres zaborów
Była córką Tadeusza Kossaka (brata bliźniaka Wojciecha) i Anny Kisielnickiej-Kossakowej, siostrą stryjeczną satyryczki Magdaleny Samozwaniec, poetki Marii Pawlikowskiej-Jasnorzewskiej i malarza Jerzego Kossaka oraz wnuczką Juliusza Kossaka.
W większości publikacji jako data jej narodzin figuruje rok 1890; po dotarciu do nieznanych wcześniej dokumentów okazało się, że przyszła na świat rok wcześniej. Dzieciństwo i młodość spędziła na Lubelszczyźnie i na Wołyniu.
Na początku uczyła się w domu, potem w 1906 pracowała jako nauczycielka w Warszawie. W latach 1912–1913 studiowała malarstwo w Szkole Sztuk Pięknych w Warszawie, a potem rysunek w École des Beaux-Arts w Genewie, co przerwał wybuch I wojny światowej. W 1915 wyszła za mąż za Stefana Szczuckiego i zamieszkała z nim w Nowosielicy na Wołyniu. Tam przyszli na świat ich synowie – Juliusz (ur. 1916) i Tadeusz (ur. 1917). W 1917–1919 przeżyła z rodziną okres krwawych wystąpień chłopskich oraz najazd bolszewicki. Spisane wspomnienia z tego okresu, wydane w 1922 pod tytułem Pożoga z przedmową Stanisława Estreichera, były jej właściwym debiutem literackim.

### Okres międzywojenny
Od 1919 Zofia Kossak mieszkała z mężem we Lwowie, gdzie zarabiała pisząc do „Słowa Polskiego” i pracowała nad Pożogą. Po śmierci męża w 1923 przeniosła się z synami do nowego majątku ojca w Górkach Wielkich na Śląsku Cieszyńskim, gdzie gośćmi Kossaków bywali Melchior Wańkowicz i harcmistrz Związku Harcerstwa Polskiego Aleksander Kamiński, od 1933 kierownik ośrodka ZHP w pobliskim Nierodzimiu. 14 kwietnia 1925 Zofia Kossak ponownie wyszła za mąż, za oficera WP Zygmunta Szatkowskiego. W 1926 na świat przyszedł jej trzeci syn, Witold Szatkowski, a umarł pierworodny – Juliusz Szczucki. W 1928 urodziła córkę, Annę Szatkowską.
W latach 1928–1930 nawiązała znajomość z Pawłem Musiołem, ówczesnym przewodniczącym Stowarzyszenia Studentów-Polaków ze Śląska Cieszyńskiego „Znicz”. W 1932 została odznaczona nagrodą literacką województwa śląskiego. W 1935 umarł jej ojciec, Tadeusz Kossak. Zadłużony majątek wykupił w 1930 i 1935 na potrzeby ZHP śląski wojewoda i kurator szkolny Michał Grażyński, po którego stronie Zofia Kossak opowiedziała się swym piórem w 1933 w jego konflikcie z Wojciechem Korfantym. Powstałym w Górkach ośrodkiem harcerskim kierował do 1939 Aleksander Kamiński, a sama pisarka utrzymywała kontakty towarzyskie i ideowe z harcerzami. Od 1934 lub 1935 mieszkała z mężem w Warszawie, pozostawiając dzieci w Górkach. Istotnym dziełem Zofii Kossak był cykl wydanych w latach 1936–1937 nakładem Księgarni św. Wojciecha powieści historycznych z okresu wypraw krzyżowych: Krzyżowcy, Król trędowaty i Bez oręża. Była patronką debiutu literackiego Gustawa Morcinka, sąsiada ze Skoczowa, który dzięki niej ogłosił swoje opowiadania w Księgarni św. Wojciecha na przełomie lat 20. i 30. Wraz z Morcinkiem należała do współpracowników ks. Emanuela Grima, prezesa Związku Śląskich Katolików. W 1938 została uhonorowana przynależnością do Rycerskiego i Szpitalnego Zakonu św. Łazarza z Jerozolimy, otrzymując Wielki Krzyż Zasługi.
W 1939 przystąpiła do opracowania powieści-monografii o Podolu, której myślą przewodnią i głównym tematem miało być: „Podole było, jest i będzie polskie”.

### II wojna światowa
Po wybuchu wojny 3 września ewakuowała się z dziećmi z Warszawy do Suchej i dalej na wschód, ale po inwazji ZSRR i osadzeniu męża przez Niemców w obozie jenieckim po pierwszej bitwie pod Tomaszowem Lubelskim 20 września powróciła do Warszawy i zamieszkała na Powiślu przy ul. Idźkowskiego 4. Zaangażowała się w konspiracyjną działalność publicystyczną, propagandową i charytatywną, okazując niechęć wobec głównonurtowych inicjatyw politycznych. Od końca października 1939 przez około sześć miesięcy gościła w mieszkaniu przy Idźkowskiego dobrze znanego sobie Aleksandra Kamińskiego, który 5 listopada 1939 rozpoczął wydawanie „Biuletynu Informacyjnego”, pisma Okręgu Warszawskiego Służby Zwycięstwu Polski i następnie Związku Walki Zbrojnej, z czasem oficjalnego organu prasowego Polskiego Państwa Podziemnego. Wiosną 1940 powstało Biuro Informacji i Propagandy, któremu podporządkowany został „Biuletyn”, a Kamiński przeniósł się na Żoliborz i związki Kossak z pismem uległy zerwaniu do 1944. Od października 1939 Kossak współpracowała na zaproszenie wydawcy Witolda Hulewicza z pierwszym pismem podziemnym „Polska Żyje”, a od aresztowania Hulewicza we wrześniu 1940 do wsypy wydawnictwa w styczniu 1941 kierowała jego redakcją z Witoldem Bieńkowskim, późniejszym szefem wywiadu Delegatury Rządu na Kraj i inspiratorem zabójstwa Widerszala i Makowieckiego w 1944. W „Peżetce” ukazał się m.in. jej tekst Do kobiet polskich, w którym przedstawiła pracę domową kobiet jako walkę o polskość. W 1940 ogłosiła na łamach wydawanego przez falangistowską Konfederację Narodu „Znaku” Spowiedź inteligenta polskiego. Pisała także do wydawanego przez katolicko-narodową organizację Miecz i Pług (MiP, później pod nazwą Polska Żyje) ks. Leona Poeplaua pisma o tej samej nazwie do czasu aresztowania przywódcy w kwietniu 1940 i zastąpienia go przez współzałożycieli, agentów Gestapo Anatola Słowikowskiego i Zbigniewa Grada. Nawiązała tam znajomość z Bieńkowskim, którego wprowadziła do redakcji „Peżetki” i powierzyła mu zainicjowane latem 1940 jej młodzieżowe pismo „Orlęta”. Według niesprawdzonych informacji należała do grona założycieli MiP.
W 1941 wraz z Bieńkowskim i księdzem Edmundem Krauzem z parafii Św. Krzyża utworzyła tajną organizację społeczno-katolicką pod nazwą Front Odrodzenia Polski (FOP), w której pełniła funkcję ideologa, wydając pismo „Prawda” i pisząc dla „Prawdy Młodych”. Z ramienia FOP opublikowała w lutym 1942 na łamach „Polski Zbrojnej Moralnie”, organu prasowego antykomunistycznej organizacji Rycerski Zakon Krzyża i Miecza, broszurę pt. Prawdziwe oblicze Piusa XII, w której broniła niekonfrontacyjnej postawy papieża wobec agresji i zbrodni hitlerowskich. Przystąpiła do polityczno-wojskowej katolickiej organizacji podziemnej Unia, założonej w 1940 i kierowanej przez Jerzego Brauna, choć do negocjowanego wiosną 1942 i ponownie w 1943 połączenia Unii z FOP nie doszło z powodu personalnych konfliktów między unionistami a Bieńkowskim. 11 sierpnia 1942 Kossak opublikowała w imieniu FOP ulotkę Protest przeciwko zagładzie Żydów. We wrześniu 1942 wraz z Wandą Krahelską powołała Tymczasowy Komitet Pomocy Żydom, przekształcony wkrótce w Radę Pomocy Żydom „Żegota” (za tę działalność w 1982 odznaczona została medalem Sprawiedliwych wśród Narodów Świata). 3 listopada 1942 jako matka chrzestna, wraz z Marią Kann, uczestniczyła w Kościele Panien Kanoniczek w Warszawie przy ul. Bielańskiej w uroczystości poświęcenia sztandaru dla 1 Samodzielnej Brygady Spadochronowej. Poczet sztandarowy stanowili cichociemni mjr Maciej Kalenkiewicz ps. Kotwicz, por Jan Marek ps. Walka oraz ppor. Mieczysław Eckhardt ps. Bocian.
W 1943 w niemieckim obozie koncentracyjnym Auschwitz zginął jej drugi syn, Tadeusz Szczucki. Przypadkowo aresztowana 25 września 1943 przez patrol uliczny (wspomnienia łączniczki „Urszuli”) i 5 października 1943 wywieziona do KL Auschwitz-Birkenau. 12 kwietnia 1944 została przez władze niemieckie przetransportowana do Warszawy na Pawiak i po odmowie współpracy przeciwko ZSRR skazana na śmierć. Napisała z więzienia 24 maja list do prezydenta Władysława Raczkiewicza z prośbą o ratunek dla kobiet przetrzymywanych w Auschwitz. Dzięki staraniom władz podziemia została uwolniona 28 lipca. Wzięła udział w powstaniu warszawskim przygotowując odezwy i artykuły nawołujące do czynnego udziału w walce, publikowane m.in. w „Biuletynie Informacyjnym” (po wznowieniu kontaktu z Kamińskim w lecie 1944) i w „Barykadzie Powiśla”. Przygotowała apel kobiet polskich do papieża Piusa XII wyemitowany przez powstańcze radio 21 sierpnia 1944.

### Okres powojenny
Po upadku powstania do 1945 przebywała w Częstochowie, gdzie była inicjatorką wznowienia przez biskupa Teodora Kubinę tygodnika diecezjalnego „Niedziela” i współpracowała z jego redaktorem naczelnym ks. Antonim Marchewką. Tam opisała swoje wspomnienia z obozu w książce Z otchłani. Próbowała używać wobec nowych władz konspiracyjnego nazwiska Sikorska z lat okupacji. Po ujawnieniu jej działalności otrzymała od ministra spraw wewnętrznych Jakuba Bermana propozycję emigracji dla uniknięcia aresztowania w dowód wdzięczności za uratowanie jego bratanków w czasie wojny. Do skorzystania z oferty wyjazdu namawiał ją prymas August Hlond i przedstawiciele Delegatury Rządu na Kraj. Według zapisu w dzienniku Marii Dąbrowskiej z 3 sierpnia 1945 Kossak podjęła się wystąpienia na wiecu w Londynie na rzecz powrotu emigracji do kraju. Wyjechała z córką 15 sierpnia 1945 i dotarła przez Sztokholm do Londynu. „Dziennik Polski i Dziennik Żołnierza” z 28 sierpnia 1945 zamieścił pod artykułem powitalnym na cześć Zofii Kossak notkę informującą, że była osobistą sekretarką Bieruta. W doniesienie uwierzył nawet jej mąż, a skutkiem była jawnie okazywana pisarce niechęć londyńskiej emigracji. Była publicznie nazywana agentką komunistyczną, m.in. przez Zygmunta Nowakowskiego, który zarzucał jej karierowiczostwo; w podobny sposób atakował ją publicysta „Kultury” Juliusz Mieroszewski. W liście z 1946 pisarka wyjaśniała wrogość emigracji uprawianiem przez siebie „propagandy kraju”. Jesienią 1945 przyjęła funkcję kierownika delegatury warszawskiego Polskiego Czerwonego Krzyża w Londynie. Została zaproszona przez króla Anglii Jerzego VI na afternoon party w Windsorze 19 lipca 1946, gdzie spotkała się z królową Elżbietą. O uznanie dla jej twórczości upominał się przyjaciel rodziny Melchior Wańkowicz (m.in. w listach do nieprzychylnego jej Jerzego Giedroycia z lat 1951–1952), a Juliusz Kleiner zabiegał o przyznanie jej literackiej Nagrody Nobla. Przez dwanaście lat Kossak wspólnie z mężem mieszkała na farmie Trossell w Kornwalii, kontynuując pracę pisarską.
Jej twórczość tłumaczona na język angielski cieszyła się rosnącą popularnością na Zachodzie, szczególnie w Stanach Zjednoczonych. Książki trafiały na listy bestsellerów, a powieść Bez oręża znalazła się na szczycie amerykańskiej listy Book of the Month. Do lat 70. powieść ta uzyskała w USA nakład do 750 tysięcy egzemplarzy. W 1948 została przez władze polskie wezwana do zeznań w sprawie Władysława Deringa, lekarza i więźnia Auschwitz, który współpracował w obozie z siatką konspiracyjną rotmistrza Witolda Pileckiego, a jednocześnie uczestniczył w eksperymentach medycznych na więźniach żydowskich. Po tym, jak odmówiła zmiany zeznań na obciążające, władze polskie pozbawiły ją praw obywatelskich i objęły jej utwory cenzurą, wycofując je także z bibliotek, co trwało do 1956.
Zofia Kossak sprzeciwiała się emigracyjnej postawie „pilnowania żelaznej kurtyny”, w tym uchwale Związku Pisarzy Polskich na Obczyźnie z 1947 przeciwko publikowaniu utworów w kraju. Choć skrytykowała w londyńskim „Życiu” w 1953 swych przyjaciół wśród duchowieństwa z lat okupacji za akceptację ustroju socjalistycznego wyrażoną na łamach „Dziś i Jutro”, to w 1956 potępiła nazwanie kapłanów zastępujących aresztowanych biskupów „intruzami”. Wróciła do kraju 21 lutego 1957. Przed powrotem, w 1955, wymieniła kilka listów z ówczesnym premierem rządu RP na uchodźstwie Stanisławem Catem-Mackiewiczem, który przeniósł się do Polski w 1956, polecając jego uwadze Adelę Łagodzińską, wiceprezeskę Kongresu Polonii Amerykańskiej.
W Polsce Ludowej została przyjęta przychylnie przez prasę. W pierwszych miesiącach podróżowała intensywnie po kraju z odczytami i prelekcjami dla czytelników i zainteresowanych, w tym dla pracowników resortu bezpieczeństwa kończących szkołę średnią. Wbrew radom Władysława Bartoszewskiego podjęła współpracę ze Stowarzyszeniem „Pax”, w którym działał jej przyjaciel Jan Dobraczyński, a które zachęciwszy ją do powrotu wydawało na nowo jej książki i organizowało objazd kraju. W 1958 przeprowadziła się z Warszawy do Górek Wielkich i zamieszkała w „Domku Ogrodnika” (górecki Dwór Anny i Tadeusza Kossaków spłonął w 1945). Jako publicystka współpracowała przede wszystkim z prasą katolicką. Dzięki umiejętności barwnego obrazowania, dużym walorom poznawczym i potoczystej narracji większość jej powieści historycznych zyskała również popularność wśród dzieci. W 1964 była jedną z sygnatariuszek listu 34, w którym przyłączyła się do protestu pisarzy w obronie swobody wypowiedzi. W 1966 odmówiła przyjęcia Nagrody Państwowej I Stopnia w dziedzinie kultury i sztuki za wybitne osiągnięcia w dziedzinie powieści historycznej.
Należała do Trzeciego Zakonu św. Dominika od Pokuty, w którym przyjęła imię Akwinata .
13 sierpnia 1967, osiem miesięcy przed śmiercią, Zofia Kossak brała udział w uroczystościach w obozie w Oświęcimiu. Przechodząc przez bramę z napisem „Arbeit macht frei”, zasłabła, zaś po powrocie do domu doznała poważnego ataku serca. Nigdy już nie doszła potem do pełni zdrowia.
Zmarła 9 kwietnia 1968 w Bielsku-Białej. Pochowana została na cmentarzu parafialnym w Górkach Wielkich obok ojca, Tadeusza Kossaka, i syna, Juliusza Szczuckiego.
Jej wnukiem jest François Rosset, profesor literatury francuskiej na Uniwersytecie w Lozannie (Szwajcaria).

## Twórczość
Faktycznym debiutem pisarki była Pożoga z 1922. Powieść tę przetłumaczono na angielski w 1927 i wydano pt. The Blaze. Angielski tytuł był sugestią Josepha Conrada. Następnie Pożoga ukazała się w językach: francuskim, japońskim oraz węgierskim. Na inne języki przetłumaczono również: Kłopoty Kacperka góreckiego skrzata, Legnickie pole, Krzyżowców, Króla trędowatego, Bez oręża i Złotą wolność. Das Antlitz der Mutter było wydane tylko w przekładzie na język niemiecki.
| Tytuł                                                      | Rok Wydania |
| ---------------------------------------------------------- | ----------- |
| Beatum scelus                                              | 1924        |
| Beatyfikacja Skargi                                        | 1937        |
| Bez oręża                                                  | 1937        |
| Błogosławiony Jan Sarkander ze Skoczowa                    | 1922        |
| Bursztyny                                                  | 1936        |
| Chrześcijańskie posłannictwo Polski                        | 1938        |
| Dzień dzisiejszy                                           | 1931        |
| Dziedzictwo I                                              | 1956        |
| Dziedzictwo II                                             | 1964        |
| Dziedzictwo III                                            | 1967        |
| Gość oczekiwany                                            | 1948        |
| Gród nad jeziorem                                          | 1938        |
| Kielich krwi – obrazek sceniczny w dwóch aktach            | 1952        |
| Kłopoty Kacperka góreckiego skrzata                        | 1926        |
| Król trędowaty                                             | 1937        |
| Krzyżowcy                                                  | 1936        |
| Ku swoim                                                   | 1932        |
| Laska Jakubowa                                             | 1938        |
| Legnickie pole                                             | 1930        |
| Na drodze                                                  | 1926        |
| Na Śląsku                                                  | 1939        |
| Nieznany kraj                                              | 1932        |
| Ognisty wóz                                                | 1963        |
| Pątniczym szlakiem. Wrażenia z pielgrzymki                 | 1933        |
| Pod lipą                                                   | 1962        |
| Pożoga. Wspomnienia z Wołynia 1917–1919                    | 1922        |
| Prometeusz i garncarz                                      | 1963        |
| Przymierze                                                 | 1952        |
| Purpurowy szlak                                            | 1966        |
| Puszkarz Orbano                                            | 1936        |
| Rewindykacja polskości na Kresach                          | 1939        |
| Rok polski. Obyczaj i wiara                                | 1955        |
| S.O.S....!                                                 | 1934        |
| Skarb Śląski                                               | 1937        |
| Suknia Dejaniry                                            | 1948        |
| Szaleńcy Boży                                              | 1929        |
| Szukajcie przyjaciół                                       | 1933        |
| Topsy i Lupus                                              | 1931        |
| Trembowla                                                  | 1939        |
| Troja północy                                              | 1960        |
| W Polsce Podziemnej. Wybrane pisma dotyczące lat 1939–1944 | 1940-1944   |
| Warna                                                      | 1939        |
| Wielcy i mali                                              | 1927        |
| Z dziejów Śląska                                           | 1933        |
| Z miłości                                                  | 1925        |
| Z otchłani. Wspomnienia z lagru                            | 1946        |
| Złota wolność                                              | 1928        |

| - Beatum scelus (1924, również jako Błogosławiona wina w 1953) - Beatyfikacja Skargi (1937, esej) - Bez oręża (1937, powieść historyczna) - Błogosławiony Jan Sarkander ze Skoczowa (1922) - Bursztyny (1936, nowele, w tym Wesele w Jaworowie) - Chrześcijańskie posłannictwo Polski (1938) - Dzień dzisiejszy (1931, powiastka ziemiańska) - Dziedzictwo I (1956) - Dziedzictwo II (1964) - Dziedzictwo III (1967, razem z Zygmuntem Szatkowskim) - Gość oczekiwany (1948, dramat) - Gród nad jeziorem (1938) - Kielich krwi – obrazek sceniczny w dwóch aktach (1952) - Kłopoty Kacperka góreckiego skrzata (1924) - Król trędowaty (1937) - Krzyżowcy (1936, 4 tomy) - Ku swoim (1932) - Laska Jakubowa (1938) - Legnickie pole (1930) - Na drodze (1926) - Na Śląsku (1939) - Nieznany kraj (1932, opowiadania) - Ognisty wóz (1963) - Pątniczym szlakiem. Wrażenia z pielgrzymki (1933) | - Pod lipą (1962) - Pożoga. Wspomnienia z Wołynia 1917–1919 (1922, powieść biograficzna) - Prometeusz i garncarz (1963) - Przymierze (1952) - Purpurowy szlak (1966) - Puszkarz Orbano (1936) - Rewindykacja polskości na Kresach (1939) - Rok polski: obyczaj i wiara (1955) - S.O.S. ... ! (1934) - Skarb Śląski (1937) - Suknia Dejaniry (1948) - Szaleńcy Boży (1929) - Szukajcie przyjaciół (1933) - Topsy i Lupus (1931) - Trembowla (1939) - Troja północy (1960, z Zygmuntem Szatkowskim) - W Polsce Podziemnej: wybrane pisma dotyczące lat 1939–1944 (1940–1944) - Warna (1939) - Wielcy i mali (1927) - Z dziejów Śląska (1933) - Z miłości (1925) - Z otchłani: wspomnienia z lagru (1946) - Złota wolność (1928, 2 tomy) |

## Poglądy
Działalności Zofii Kossak przyświecał katolicyzm i jego projekt odnowy moralnej społeczeństwa rozumianej jako bezkompromisowa walka z wpływami komunizmu. Jak pisała, „nie może być mowy o harmonijnej współpracy między komunistami a katolikami, nawet zakładając obustronną dobrą wolę”. Swoje zaangażowanie patriotyczne także postrzegała przez pryzmat katolicyzmu jako „ostoi polskości i suwerenności duchowej polskiego narodu”. Uważała, że „[s]prawa polska jest ściśle związana z Kościołem”. Uznawała najwyższy autorytet Kościoła rzymskiego w sprawach społecznych i państwowych, jednocześnie przypisując takim orzeczeniom wymiar metapolityczny (moralny, religijny, eschatologiczny). Wychodząc z tego założenia, odrzucała związki ze współczesnymi stronnictwami politycznymi jako „partyjniactwo”. Jej celem było stworzenie społeczeństwa ponad podziałami opartego na wartościach chrześcijańskich. W swoich koncepcjach odwoływała się do twórczości Piotra Skargi, którego określiła „prorokiem polskim”, Adama Mickiewicza, Zygmunta Krasińskiego i Zygmunta Felińskiego oraz do współczesnych sobie Artura Górskiego i Feliksa Konecznego.
Ojciec pisarki, Tadeusz, według własnych wspomnień zaangażował się politycznie w 1905–1907 po stronie Narodowej Demokracji, choć przyjaźnił się z socjalistami i zaprosił na manifestację patriotyczną w Rykach także członków PPS. Miał ciągłe trudności finansowe, z których ratował go brat Wojciech, i zatargi przed wojną na Wołyniu z wójtem, przeciw któremu używał chłopów, a po wojnie na Śląsku Cieszyńskim z nieopłacanymi robotnikami, których straszył policją i nazywał „żydokomuną”. We Wspomnieniach wojennych 1918–1920 wskazywał na zagrożenie od bolszewików z jednej strony i od polskiej lewicy z drugiej, również tutaj szermując pojęciem żydokomuny. W 1924 wyrażał w liście do brata zaniepokojenie związkami jego córek, Marii i Magdaleny, z przedstawicielami grupy literackiej Skamander, które sam Wojciech określił „żydowską kolaboracją”. Skamandryci byli oskarżani przez prawicę o bolszewizm i podważanie kultury narodowej w interesie żydowskim.
Jeszcze przed I wojną światową Zofia Kossak korespondowała z Kazimierzem Lutosławskim, młodszym bratem Wincentego, bliskim współpracownikiem Romana Dmowskiego, ideologiem polskiego harcerstwa i antysemitą, który uważał Żydów za czwartego zaborcę Polski. W liście z 2 maja 1913 skarżyła mu się na Szkołę Sztuk Pięknych w Warszawie jako „zażydowszczoną”.
Podczas pobytu w Genewie w 1913–1914 znaczący wpływ wywarła na Zofię Kossak filozofia katolicka francuskiego pisarza Georgesa Goyau. Jak napisała w 1935: „Zobaczyłam, że wiara to nie tylko majowe nabożeństwo lub złota legenda, ale najdoskonalszy system filozoficzny, jaki kiedykolwiek wydał świat”. Goyau był związany z reprezentującą nacjonalizm integralny Akcją Francuską, został później w 1934 (obok Henriego Bordeaux, sympatyka Benito Mussoliniego) jurorem konkursu rozpisanego przez Watykan na antykomunistyczną powieść jako „broń w walce z bolszewizmem”, w którym szczególnym powodzeniem cieszyła się twórczość białych emigrantów rosyjskich.
W Pożodze (1922) Zofii Kossak również obecny jest wymiar propagandowy. Zawarty w niej opis rewolucji bolszewickiej „powtarza argumenty zaczerpnięte żywcem z Protokołów mędrców Syjonu”, przyczyniając się do utrwalenia teorii spiskowej o żydokomunie. Pisarka czuła się dotknięta obojętnością rodaków z Polski centralnej wobec losu Kresów, odległych z ich perspektywy jak „jakieś kolonie afrykańskie”. Konfrontację z bolszewikami przedstawiła w konwencji załamania się polskiej misji cywilizacyjnej pod naporem apokaliptycznej inwazji niższej rasy. Liczne wznowienia Pożogi, która ukazała się już po zakończeniu wojny polsko-bolszewickiej, utrwaliły negatywny stereotyp bolszewika.
W okresie międzywojennym Kossak jako działaczka i publicystka Akcji Katolickiej była obok Stanisława Cata-Mackiewicza rzeczniczką nacechowanego rasowo antysemityzmu warunkującego przynależność do katolickiej wspólnoty narodowej czystością krwi. W artykule Najpilniejsza sprawa z 1936 pisała, że psychiczne i fizyczne cechy rasy żydowskiej utrzymują się do czwartego pokolenia. Choć uważała konflikt polsko-żydowski za naczelny problem polityczny, odcinała się od retoryki opartej na bezwzględnej agresji. We wrześniu 1936 krytykowała faszyzującą młodzież katolicką za „traktowanie kwestii żydowskiej jako sprawy religijnej”, przekonując, że walka z Żydami na tle „rasowo-narodowo-ekonomicznym” nie ma nic wspólnego z programem odrodzenia moralnego i religijnego. W 1937 ks. Franciszek Błotnicki, który nawoływał wówczas duchowieństwo do otwartego propagowania antysemityzmu z ambony, na łamach „Myśli Narodowej” zaatakował jej publicystykę w „Kulturze” za „pięknoduchostwo” wyrażające się twierdzeniem, że antysemityzm jako taki sprzeciwia się chrześcijaństwu i zarzucił jej „nierozumienie istoty chrześcijaństwa” oraz „przykazania miłości bliźniego”, a także „fałszywe wyobrażanie sobie postaci Chrystusa”. Podczas okupacji niemieckiej, nie rezygnując z postrzegania Żydów jako wrogów Polski, Kossak odegrała kluczową rolę organizacyjną w ich ratowaniu przed zagładą i zaryzykowała życie w imię wyznawanej przez siebie postawy heroicznej. Jej Protest, ogłoszony w imieniu Frontu Odrodzenia Polski 11 sierpnia 1942, piętnował powszechne milczenie wokół eksterminacji Żydów i jako pierwszy przyznawał udział w niej polskich chłopów, choć z uwagi na rażące antysemityzmem sformułowania został w drodze do Londynu ocenzurowany. Istotnym motywem działania Zofii Kossak na rzecz Żydów było przeciwdziałanie upadkowi moralnemu społeczeństwa polskiego, a także propagandzie niemieckiej zrzucającej odpowiedzialność za zagładę Żydów na Litwinów i Polaków, w czym Kossak dostrzegła z punktu widzenia interesów narodowych „wrogą dla nas akcję”.
W artykule Chrześcijańskie posłannictwo Polski z 1938 Zofia Kossak uznała źródła ideologiczne nazizmu i komunizmu za zbieżne. W publicystyce z okresu II wojny światowej, upowszechniającej katolicki punkt widzenia, wyjaśniała piekło wojny „odejściem od Boga”.

## Ordery i odznaczenia
- Order Orła Białego (pośmiertnie, 11 listopada 2018)
- Krzyż Komandorski Orderu Odrodzenia Polski (1963)[101]
- Krzyż Oficerski Orderu Odrodzenia Polski (11 listopada 1937)[102][103]
- Złoty Krzyż Zasługi (9 listopada 1932)[104]
- Złoty Wawrzyn Akademicki (7 listopada 1936)[105]
- Honorowa Odznaka Związku Szlachty Zagrodowej (styczeń 1939)[106]
- Wielki Krzyż Zasługi Zakonu Rycerzy Św. Łazarza (1938)
- Medal Sprawiedliwy wśród Narodów Świata (pośmiertnie, 1982)

## Upamiętnienie

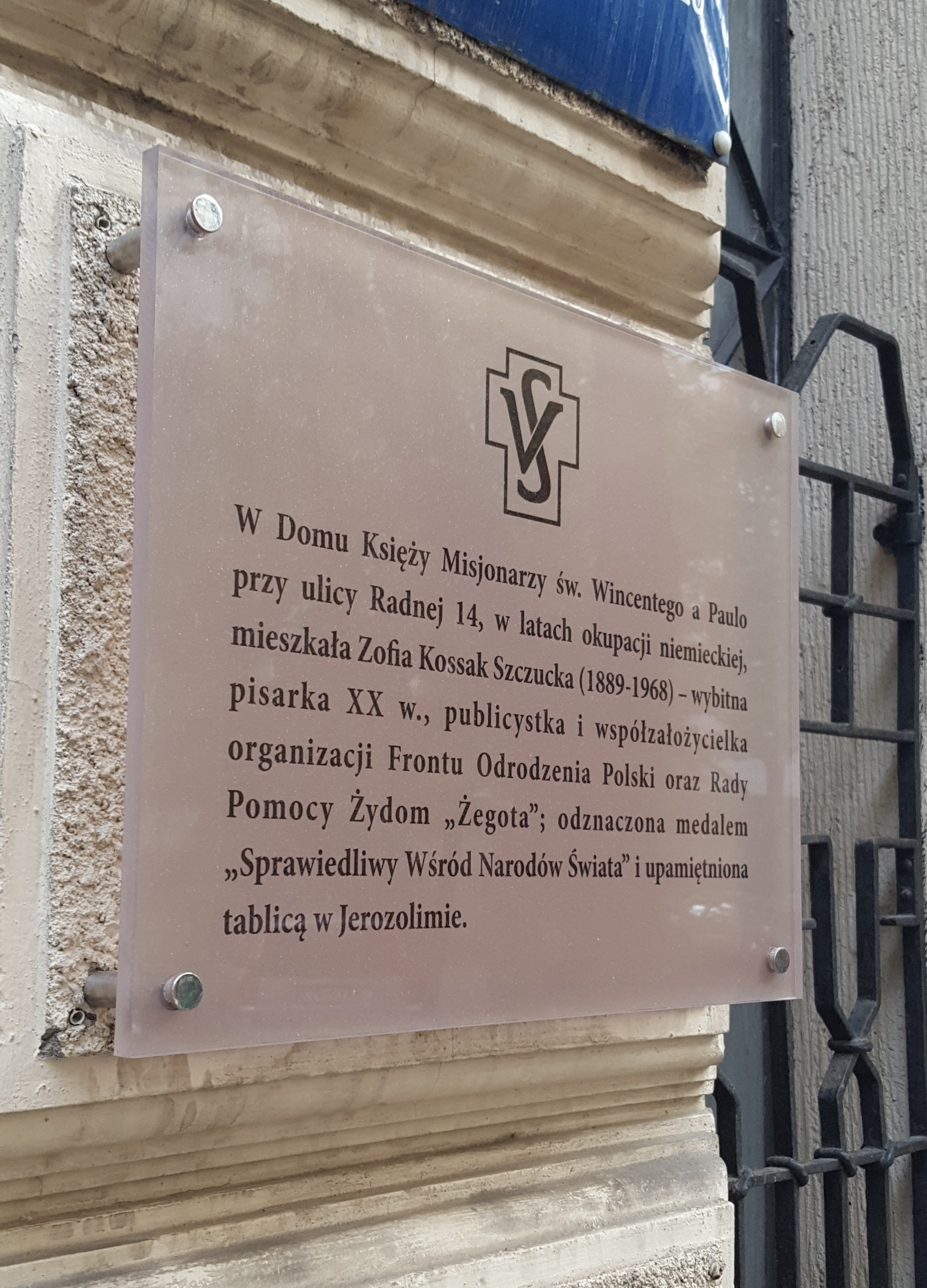
Tablica pamiątkowa na domu przy ul. Radnej w Warszawie, w którym mieszkała Zofia Kossak-Szczucka

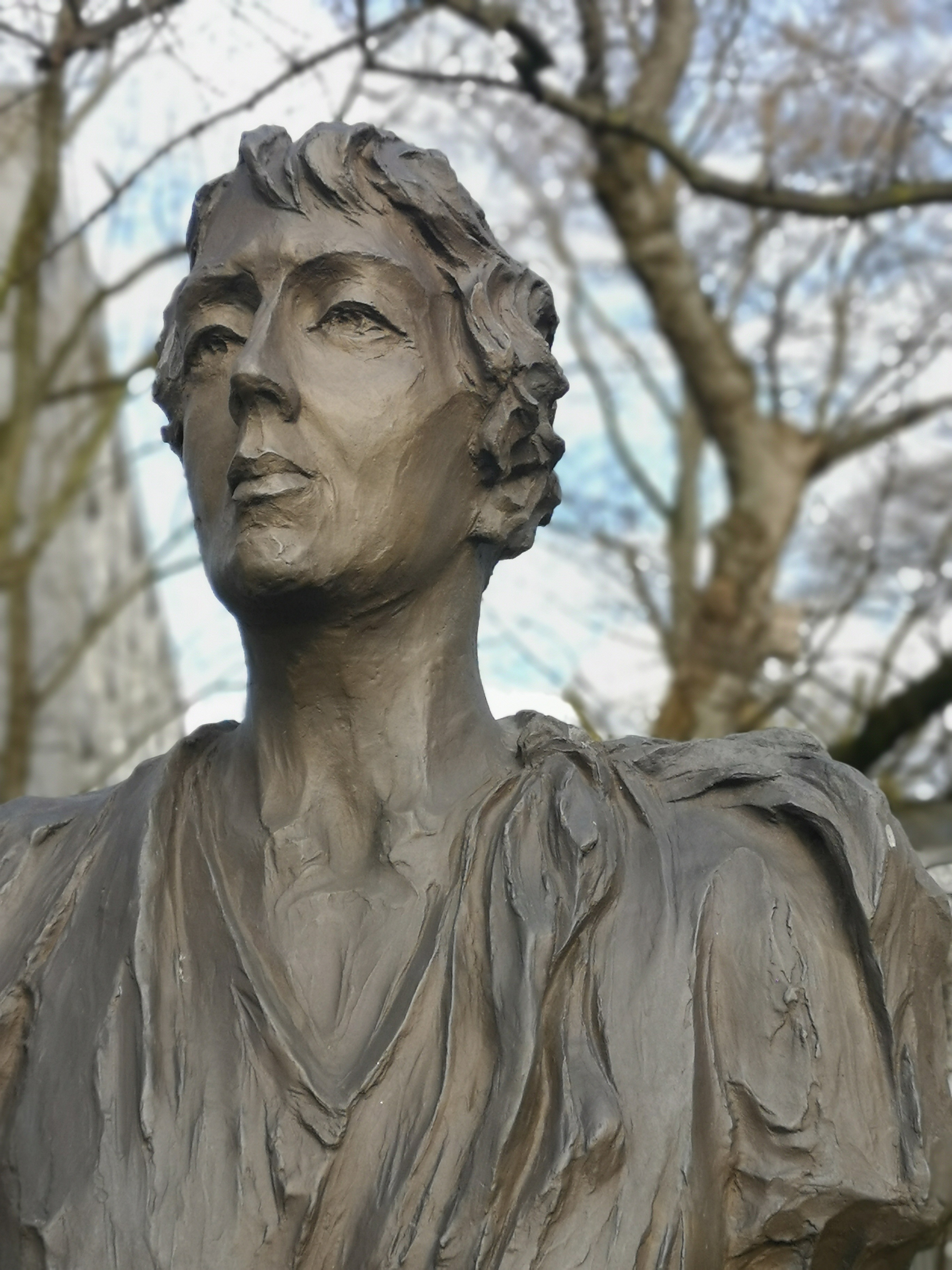
Rzeźba Zofii Kossak-Szczuckiej w parku Jordana w Krakowie autorstwa Józefa Opali

W 1973 r. w Górkach Wielkich rozpoczęło działalność muzeum jej imienia, a w 1984 Towarzystwo im. Zofii Kossak. W 1998 dzieci Zofii Kossak: Anna i Witold oraz Gmina Brenna założyli Fundację im. Zofii Kossak, która od 2010 prowadzi Centrum Kultury i Sztuki „Dwór Kossaków” w Górkach Wielkich.
15 maja 1988 roku powstał spektakl teatralny na podstawie powieści historycznej Zofii Kossak - Bez oręża, a jego premiera odbyła się na scenie Teatru Polskiego w Bielsku-Białej. Spektakl został wyreżyserowany przez Jana Sycza, scenografie stworzył Tadeusz Smolicki, a muzykę napisał Krzysztof Penderecki.
Powstały filmy dokumentalne poświęcone Zofii Kossak-Szczuckiej: W góreckim domku ogrodnika (2002), W cieniu zapomnienia (2006, scenariusz i reżyseria: Lucyna Smolińska, Mieczysław Sroka), Errata do biografii: Zofia Kossak-Szczucka, Anna Ferens (2008), Mulier fortis. Kobieta mężna (2023).
W 2009 r. Narodowy Bank Polski wyemitował srebrną monetę kolekcjonerską o nominale 20 złotych upamiętniającą Polaków ratujących Żydów: Irenę Sendlerową, Zofię Kossak i siostrę Matyldę Getter.
11 listopada 2018 Prezydent RP Andrzej Duda odznaczył pośmiertnie pisarkę Orderem Orła Białego jako wyraz najwyższego szacunku wobec znamienitych zasług poniesionych dla chwały, dobra i pożytku Rzeczypospolitej Polskiej, z okazji Narodowych Obchodów Setnej Rocznicy Odzyskania Niepodległości Rzeczypospolitej Polskiej.
Od 15 stycznia 2024 r. do 19 lutego 2024 r., w Centralnym Przystanku Historia IPN w Warszawie, została zaprezentowana wystawa Zofia Kossak (-Szczucka, -Szatkowska), przybliżająca sylwetkę Zofii Kossak w postaci: zdjęć, dokumentów, wypowiedzi ilustrujących najważniejsze wydarzenia z życia pisarki. Autorką wystawy była dr Kornelia Banaś. 
W 2025 roku IPN zrealizował projekt objęty patronatem Prezesa IPN, Ambasady RP w Hiszpanii, Instytutu Polskiego w Hiszpanii i Muzeum im. Rodziny Ulmów, poświęcony Zofii Kossak, a zatytułowany „Escritora, justa entre las naciones, exiliad” („Pisarka, sprawiedliwa wśród narodów, wygnana”). Jego częścią była wystawa Zofia Kossak (-Szczucka, -Szatkowska) przetłumaczona na język hiszpański.  Wystawa ta została zaprezentowana w trakcie konferencji związanych z postacią Zofii Kossak oraz z promocją hiszpańskojęzycznej wersji książki Krzyżowcy,  w miastach: Granada, Malaga, Jaen, Madryt, Barcelona i Pampeluna.  
23 maja 2025 r. w Górkach Wielkich odbył się pierwszy zlot młodzieży pod hasłem „Ku swoim. Śladami Zofii Kossak-Szatkowskiej".  W wydarzeniu wzięli udział uczniowie ostatnich klas szkół podstawowych oraz szkół ponadpodstawowych i miało na celu umożliwić jego uczestnikom zapoznanie się z postacią literatki i jej twórczością. Organizatorem zlotu było Oddziałowe Biuro Upamiętniania Walk i Męczeństwa Instytutu Pamięci Narodowej w Katowicach.